# Tshikapa
Pour les articles homonymes, voir Tshikapa (homonymie).
Tshikapa est une ville et le chef-lieu de la province du Kasaï en République démocratique du Congo. La localité est connue pour ses gisements de diamants. Elle a acquis le statut officiel de ville en 2003, en même temps que Mwene-Ditu, Bunia et d'autres localités de RDC.

## Géographie
La localité est située à la confluence de la rivière Tshikapa et de la rivière Kasaï. Elle est traversée par la route nationale 1 reliant la ville au port de Matadi et Kinshasa à 842km. Elle s'étend sur les deux rives de la rivière Kasaï, principal affluent du fleuve Congo, que relie un pont métallique emblématique de la ville. Elle est construite sur des argiles alluvionnaires et dotée de réserves en diamant importantes.

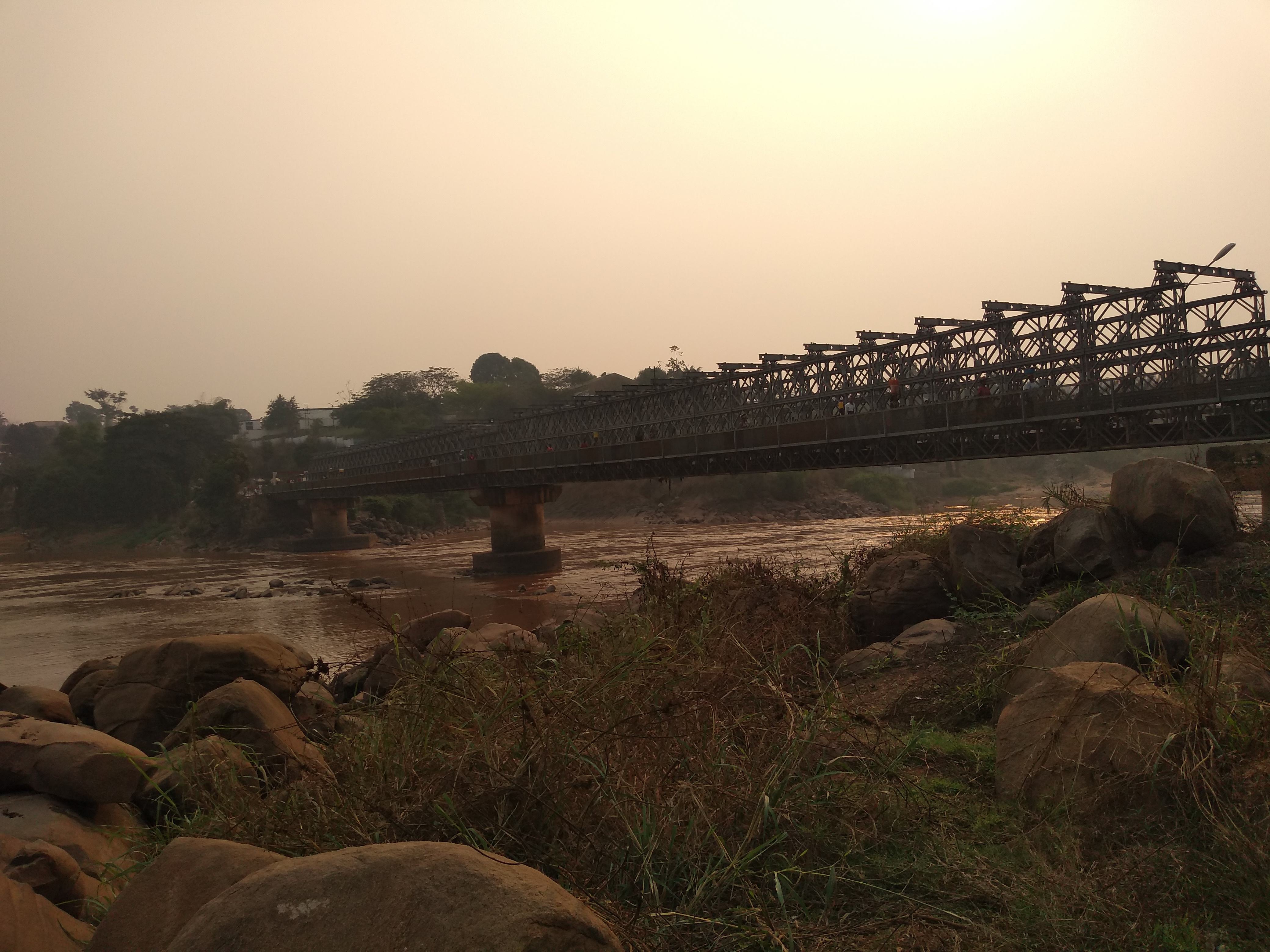
Le pont Kasaï

## Histoire
En 1907, sur la terre rouge qui bordent les rivières de la région, un prospecteur de la société Forminière découvrait le premier diamant du Kasaï aux environs de Mai-Munene au sud de Tchikapa. . En 1911 une mission de la Forminière recueillit environ 240 pierres précieuses près du confluent du Kasaï et de la rivière Kabambay. L'aire de prospection fut alors étendue et à la fin 1912 la Forminière avait recueilli 2 540 diamants. En 1913 les recherches se poursuivirent en Angola avec succès également.  
L'immédiate ruée vers la pierre précieuse devait faire la fortune de Tshikapa. Du coup, l'agriculture a fortement diminué dans la région au profit de la seule activité minière et du commerce des diamants.
À la suite de la libéralisation des activités du diamant autorisant son exploitation artisanale en 1982, la ville a connu une croissance démographique spectaculaire et un boom économique. Elle a vu se développer des dizaines de comptoirs de diamants, dont les deux premiers ouverts furent la Meltax, filiale d'une entreprise zurichoise, et la Britmond, filiale d'une société britannique, toutes deux spécialisées dans le travail du diamant. Encore aujourd'hui, les comptoirs constituent un véritable "marché aux puces" du diamant qui accueillent librement les vendeurs.

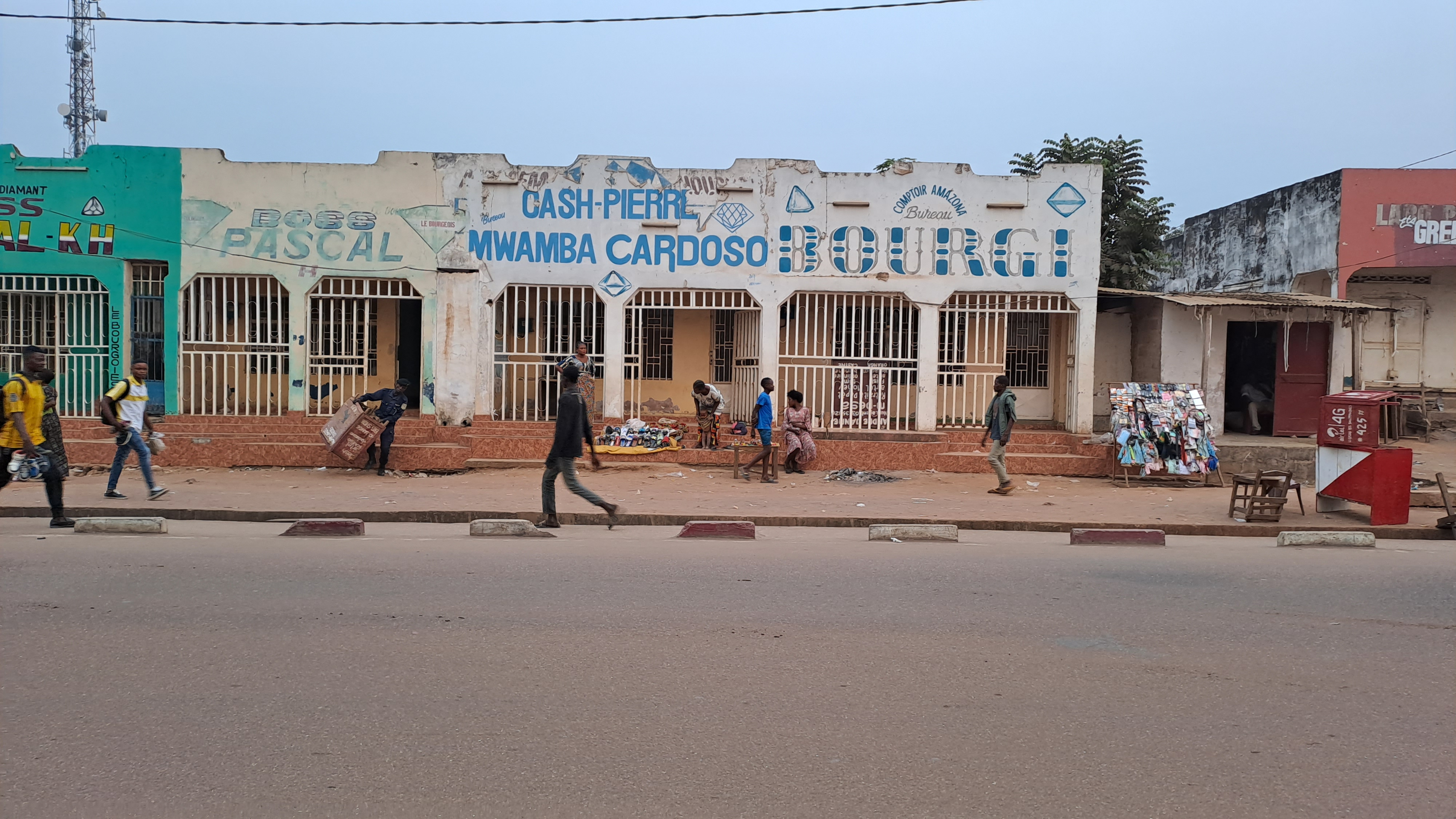
Comptoir de diamant dans la commune de Mabondo, Tshikapa

Le boom minier s'est prolongé jusque dans les années 2000 pour être stoppé ensuite par la chute du prix du diamant. Le conflit lié à la rébellion de la Kamuina Nsapu débuté en 2016 a entraîné une paralysie du secteur minier et le départ de nombreux opérateurs qui ne sont jamais revenus. Devenue chef-lieu de la nouvelle province en 2015, Tshikapa est aujourd'hui une ville administrative tout en conservant un rôle de pôle d'échanges commerciaux.

### La milice de la Kamuina Nsapu à Tshikapa en 2016
Tshikapa n’a pas été épargnée par la grave crise sécuritaire qui a secoué le Grand Kasaï entre 2016 et 2018 avec la rébellion Kamuina Nsapu. La milice est entrée dans la ville début décembre 2016 occasionnant des dizaines de morts et des destructions importantes avant d’être boutée hors de la ville par les FARDC venus en renfort depuis Kinshasa. Au niveau de la seule province du Kasaï, le conflit a engendré quelque 334 000 déplacés internes, dont 250 000 dans la ville même de Tshikapa. Plus de la moitié des personnes interrogées par une ONG dans la province du Kasaï déclarent avoir eu leurs biens détruits pendant l’insurrection.
Le conflit a distendu les liens entre communautés lubaphones et les Pende et Tchokwe de Tshikapa. Il y eut des arrestations dans la communauté lubaphone de la ville soupçonnée de collusion avec la milice à la suite des affrontements de 2016. La milice Bana Mura, à majorité Tshokwe, et l'Ecurie Mbembe, à majorité Pende, ont refusé de rentrer dans un processus DDR manifestant des craintes pour leur sécurité. En revanche, des éléments de la milice de la Kamuina Nsapu ont été réintégrés dans la police via un processus de formation.

## Administration
Chef-lieu provincial de 216 147 électeurs recensés en 2018, elle a le statut de Ville et est subdivisée en cinq communes urbaines de moins de 80 000 électeurs :
- Dibumba I, (7 conseillers municipaux)
- Dibumba II, (7 conseillers municipaux)
- Kanzala, (7 conseillers municipaux)
- Mabondo, (7 conseillers municipaux)
- Mbumba, (7 conseillers municipaux)

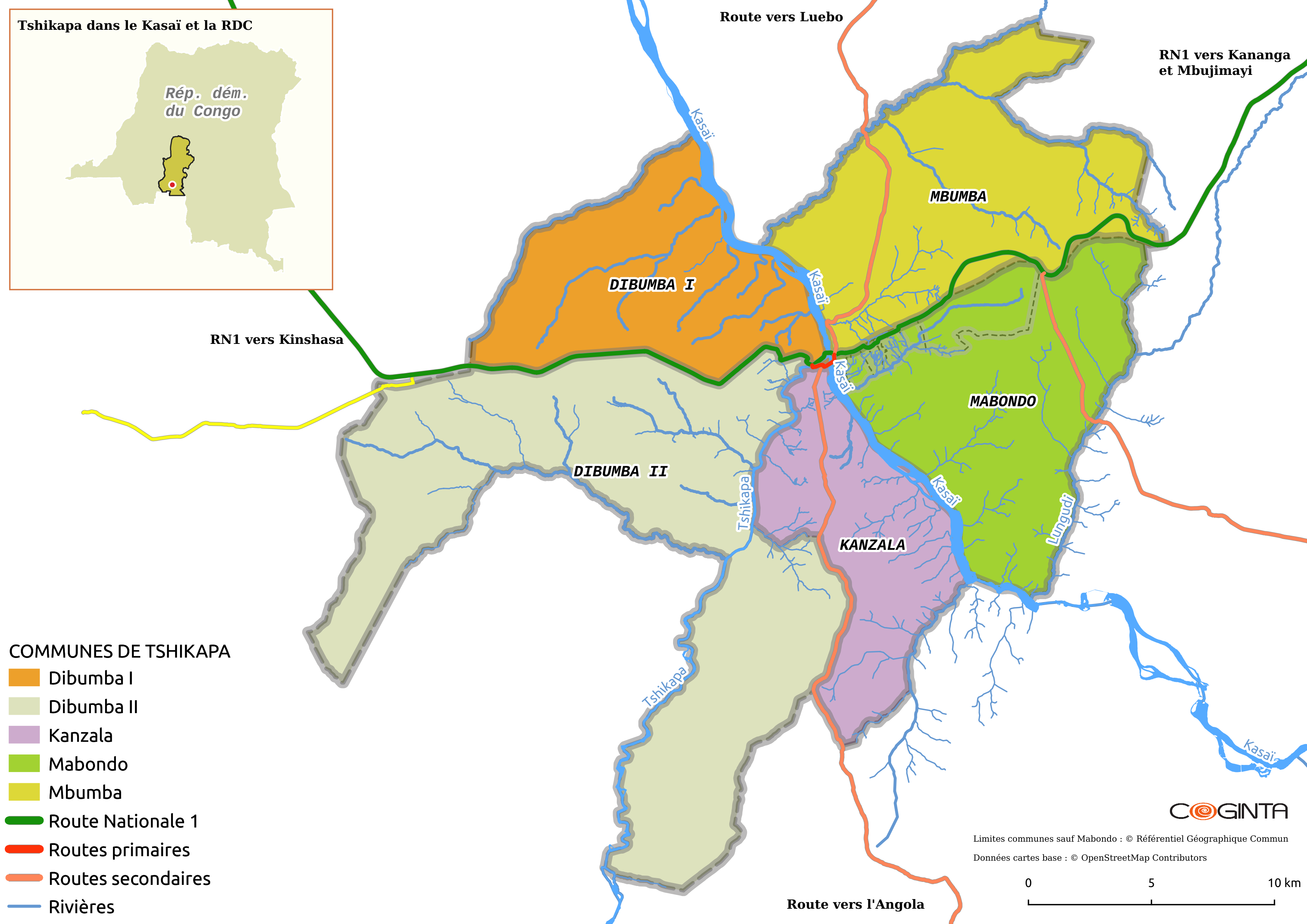
Les 5 communes de la ville de Tshikapa

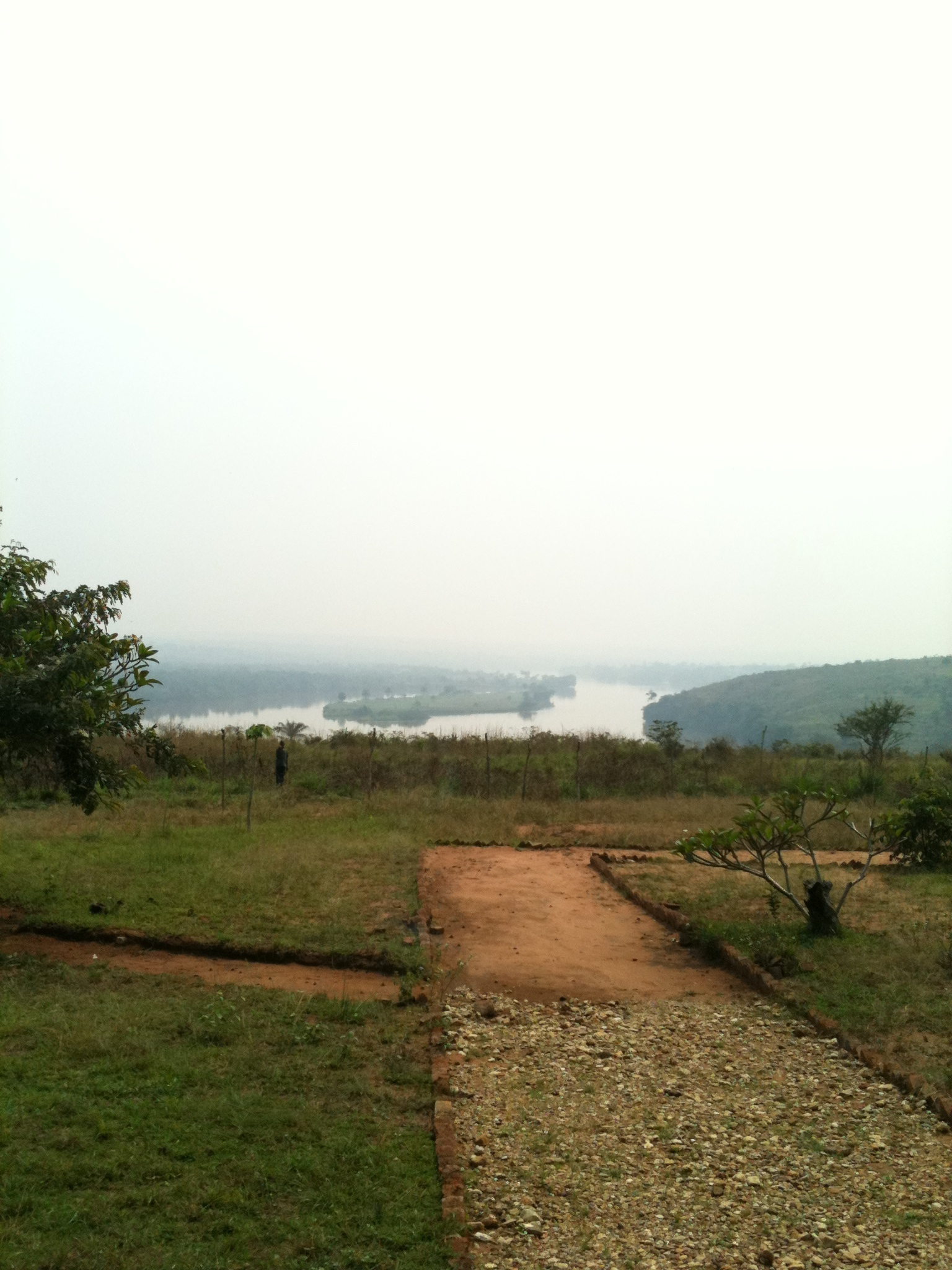
La rivière Kasaï aux environs de Tshikapa

| Période                                  | Période          | Identité              | Étiquette | Qualité |
| ---------------------------------------- | ---------------- | --------------------- | --------- | ------- |
|                                          | 15 novembre 2005 | Hubert Mbingho        |           |         |
| 16 novembre 2005                         | 2010             | Albert Mutombo        |           |         |
| 2010                                     | En cours         | Laurent Kambulu Mputu |           |         |
| Les données manquantes sont à compléter. |                  |                       |           |         |

## Population
La population de la ville s'élevait en 1951 à 5 552 habitants. Le dernier recensement de la population date de 1984 estimait la population de Tshikapa à 116 016 habitants,. Selon les estimations, elle comptait 587 548 habitants en 2012. Ces chiffres sont largement dépassés sachant que l'une des cinq communes urbaines de la ville, Mabondo, selon la mairie en 2022, totalise à elle seule plus de 700 000 habitants. La ville s'avère densément peuplée avec, selon un rapport de la Banque mondiale, 20 500 habitants au km2.

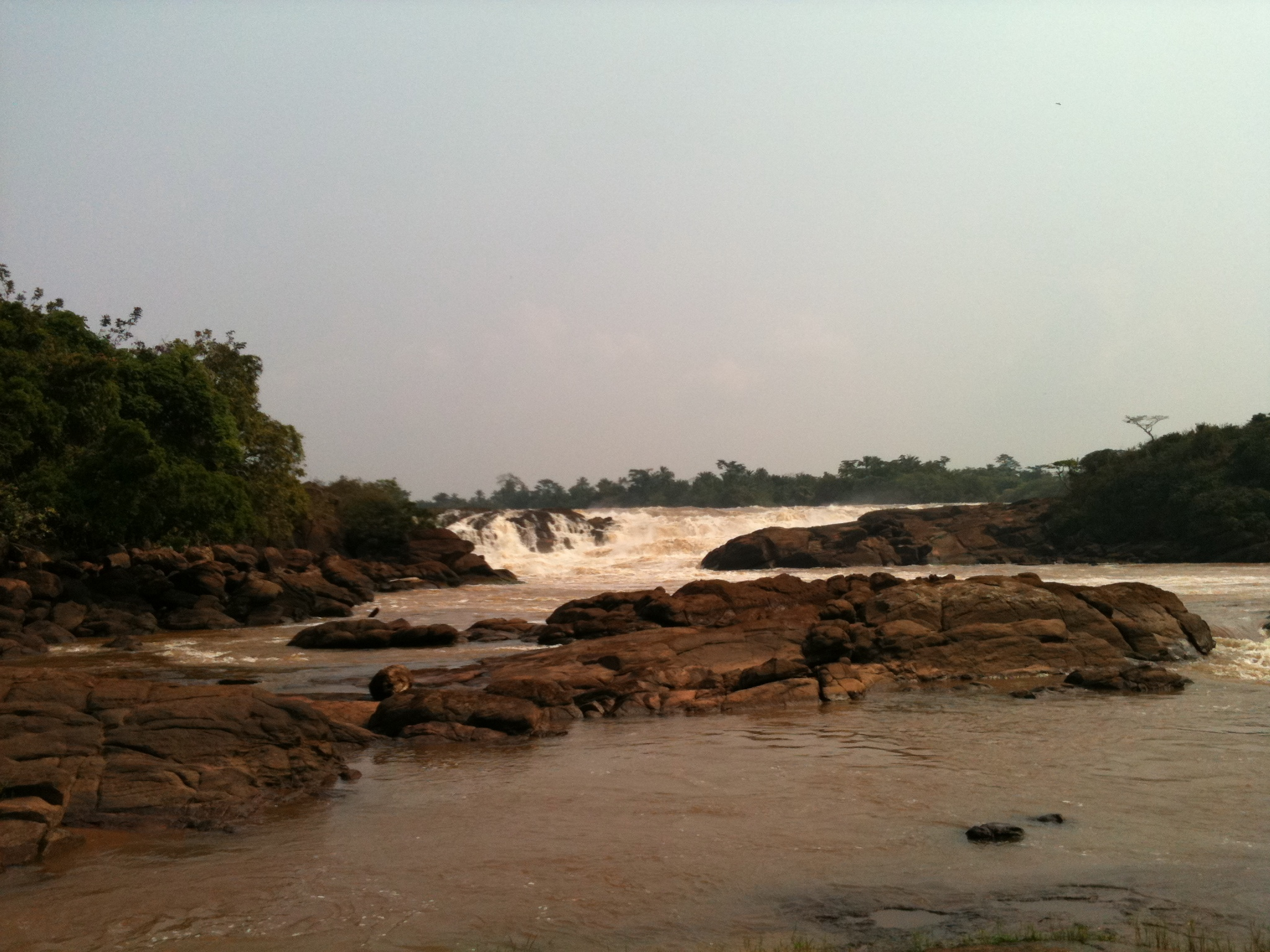
Chutes de Mayi Munene

| 1950    | 1970   | 1984    | 1994    | 2004    | 2012    |
| ------- | ------ | ------- | ------- | ------- | ------- |
| 5 552 . | 38 900 | 116 016 | 180 900 | 366 503 | 587 548 |

## Économie
Au début du XXe siècle, Tshikapa devint un centre minier et industriel d'importance et fut le siège social de la toute puissante Forminière, Société internationale forestière et minière qui exploita le diamant à Tshikapa jusqu'à sa dissolution en 1961. Les droits de la Forminière furent repris par la Société minière de Bakwanga (MIBA) laquelle a été dissoute en 2020.
Tshikapa gère désormais l'après-diamant et tente d'enrayer le déclin économique. Elle dispose aujourd'hui de trois hôpitaux, une quinzaine d’hôtels, quatre universités et des instituts d’enseignement supérieur, une banque centrale et, en 2014, elle comptait toujours 250 comptoirs commercialisant le diamant.

## Tourisme
Les chutes Pogge de Mai-Munene, sur la rivière Kasaï, se trouvent à 36 kilomètres de la ville dans le territoire de Kamonia. Le cours d'eau se divise en plusieurs bras et atteint à cet endroit une largeur de 400 mètres. Les chutes ne dépassent pas 6 à 8 mètres de hauteur mais sont très belles, surtout durant la saison sèche quand les roches apparaissent plus clairement. Le fort débit de ces chutes les classe parmi les plus importantes de la République démocratique du Congo.
L'autre intérêt de Tshikapa réside dans son marché.

## Environnement
La ville de Tshikapa possède un climat chaud et humide et une saison sèche de plus en plus longue dans sa partie Sud.